# Orły (gemeente)
De gemeente Orły is een landgemeente in het Poolse woiwodschap Subkarpaten, in powiat Przemyski.
De zetel van de gemeente is in Orły.
Op 30 juni 2004 telde de gemeente 8419 inwoners.

## Oppervlakte gegevens
In 2002 bedroeg de totale oppervlakte van gemeente Orły 70,11 km², waarvan:
- agrarisch gebied: 88%
- bossen: 2%

De gemeente beslaat 5,78% van de totale oppervlakte van de powiat.

## Demografie
Stand op 30 juni 2004:
| Omschrijving                   | Totaal | Totaal | Vrouwen | Vrouwen | Mannen | Mannen |
| ------------------------------ | ------ | ------ | ------- | ------- | ------ | ------ |
| eenheid                        | aantal | %      | aantal  | %       | aantal | %      |
| inwoners                       | 8419   | 100    | 4200    | 49,9    | 4219   | 50,1   |
| bevolkingsdichtheid (inw./km²) | 120,1  | 120,1  | 59,9    | 59,9    | 60,2   | 60,2   |

In 2002 bedroeg het gemiddelde inkomen per inwoner 1391,3 zł.

## Administratieve plaatsen (sołectwo)
Ciemięrzowice, Drohojów, Duńkowiczki, Hnatkowice, Kaszyce, Małkowice, Niziny, Olszynka, Orły, Trójczyce, Wacławice, Walawa, Zadąbrowie.

## Aangrenzende gemeenten
Chłopice, Radymno, Stubno, Żurawica